# Ułukbek Dżołdoszbekow
Ułukbek Dżołdoszbekow (kirg. Улук Жолдошбеков; ur. 9 lutego 1996) – kirgiski zapaśnik walczący w stylu wolnym. Zajął jedenaste miejsce na mistrzostwach świata w 2022. Siedemnasty w indywidualnym Pucharze Świata w 2020. Zdobył sześć medali na mistrzostwach Azji w latach 2016 - 2024. Trzeci na Akademickich mistrzostwach świata w 2016. 
Mistrz świata U-23 w 2019 i Azji w 2019. Mistrz Azji juniorów w 2014 roku.